# 小行星9149
小行星9149（英語：9149）是一颗围绕太阳公转的小行星。1977年10月12日，P. Wild在齐美尔瓦尔德发现了此天体。
这颗小行星的绝对星等为193.972856409771等。